# Brinquedo de miriti
Brinquedos de miriti à venda durante o Círio de Nazaré
O Brinquedo de Miriti é uma tradição cultural da cidade de Abaetetuba (Pará), herdada por homens e mulheres que se revezam na confecção de artesanato durante o ano inteiro. São produzidos pelas mãos de artistas que utilizam entre outros instrumentos, faca, lixa, linha de pesca e cola quente, para esculpir e montar os brinquedos. A produção dos brinquedos de muriti é uma herança indígena que envolve, hoje, centenas de famílias na região de Abaetetuba, sendo considerado um processo sustentável de produção, tombado como património histórico cultural imaterial, pelo Instituto do Patrimônio Histórico e Artístico Nacional (Iphan).
A matéria-prima vem da palmeira do miriti (ou buriti), que cresce na área de várzea. Sua fibra, conhecida como "isopor natural" da Amazônia, é base de sustento de muitas famílias e além de ser um produto de alto valor agregado, sua utilização não agride o meio ambiente, pois é biodegradável. Outra vantagem biossustentável da produção de brinquedos de miriti é que não é necessário derrubar a palmeira para obter sua matéria-prima. Cada braça é podada na medida em que a árvore vai crescendo.
O brinquedo de miriti é parte da arte ribeirinha, que retrata a fé e a alegria do povo amazônico. A maior produção é voltada para o Círio de Nazaré, quando também se faz ex-voto com o miriti. Os brinquedos mais fáceis de encontrar são passarinhos, cobras, peixes, barcos e casas.